# Акимов, Борис Борисович
Бори́с Бори́сович Аки́мов (род. 25 июня 1946, Вена, Австрия) — советский и российский артист балета, хореограф, балетный педагог, композитор. Народный артист СССР (1989). Лауреат Государственной премии СССР (1977) и премии Ленинского комсомола (1978).

## Биография
Родился 25 июня 1946 года в Вене (Австрия).
В 1965 году окончил Московское хореографическое училище (ныне Московская государственная академия хореографии (педагоги Е. Н. Сергиевская, М. Э. Лиепа), в 1978 — отделение педагогов-балетмейстеров ГИТИСа им. А. Луначарского (ныне Российский университет театрального искусства — ГИТИС).
В 1965—1989 — солист балета Большого театра, совершенствовался под руководством А. Н. Ермолаева.
Концертный репертуар состоит из фрагментов классических балетов.
С 1989 года — педагог-балетмейстер Большого театра.
Работал по контрактам педагогом-балетмейстером в театрах «Ковент Гарден» (Лондон), «Ла Скала» (Милан), труппе «Асами Маки — балет» (Токио), Венской государственной опере, Гамбургской государственной опере, Баварской государственной опере (Мюнхен), Датском королевском балете (Копенгаген), Парижской национальной опере, Мариинском театре (Санкт-Петербург), Балете Базеля (Швейцария), Национальном балете Нидерландов (Амстердам), Лондонской королевской балетной школе.
В 2000—2003 годах — художественный руководитель балетной труппы Большого театра.
В 1980—1988 годах преподавал на кафедре хореографии ГИТИСа. В 2001—2005 годах — профессор кафедры мужского классического и дуэтно-классического танца Московской академии хореографии, в 2001—2002 — исполняющий обязанности ректора академии, в 2002—2005 — художественный руководитель академии.
В 2013 году — председатель Художественного совета балетной труппы Большого театра, в настоящее время — заместитель председателя.
С 2016 года — преподаватель в Московском институте театрального искусства имени народного артиста СССР И. Д. Кобзона.

## Звания и награды
- III премия Международного конкурса артистов балета в Варне (Болгария, 1965)[2]
- Заслуженный артист РСФСР (1976)[2]
- Народный артист РСФСР (1981)[3]
- Народный артист СССР (1989)[2]
- Государственная премия СССР (1977) — за исполнение партии Сергея в балете «Ангара» А. Я. Эшпая, поставленного на сцене ГАБТа[2]
- Премия Ленинского комсомола (1978) — за высокое исполнительское мастерство
- Премия Московского комсомола (1974)[2]
- Орден «Знак Почёта» (1980) — за большую работу по подготовке и проведению Игр XXII Олимпиады[4]
- Орден Почёта (2001)[5]
- Орден Дружбы (2005)[6]
- Орден Восходящего солнца (Япония) (2016)[7]
- Благодарность Министра культуры Российской Федерации (2004) — за успешное проведение гастролей в Парижской национальной опере[8]
- Национальная премия «Имперская культура» имени Эдуарда Володина (2017)[9].

## Балетные партии
- 1966 — «Геологи» Н. Н. Каретникова в постановке Н. Д. Касаткиной и В. Ю. Василёва — Геолог[2]
- 1967 — «Асель» В. П. Власова в постановке О. М. Виноградова — Ильяс[2]
- 1968 — «Конёк-Горбунок» Р. К. Щедрина, хореография А. И. Радунского — Иванушка[2]
- 1968 — «Спартак» А. И. Хачатуряна в постановке Ю. Н. Григоровича — Красс[2]
- 1969 — «Шопениана» на музыку Ф. Шопена, хореография М. М. Фокина — Солист[2]
- 1969 — «Лебединое озеро» П. И. Чайковского, хореография А. А. Горского, М. И. Петипа, Л. И. Иванова в редакции Ю. Н. Григоровича — Злой гений (первый исполнитель)[2]
- 1970 — «Жизель» А. Адана, хореография Ж. Коралли, Ж. Перро, М. И. Петипа в редакции М. Л. Лавровского, исполнял на гастролях театра в Австралии — граф Альберт[2]
- 1972 — «Лебединое озеро» П. И. Чайковского, хореография А. А. Горского, М. И. Петипа, Л. И. Иванова, А. М. Мессерера — принц Альберт[2]
- 1973 — «Лебединое озеро» П. И. Чайковского, хореография Ю. Н. Григоровича — принц Зигфрид
- 1975 — «Иван Грозный» на музыку С. С. Прокофьева, в музыкальной редакции М. И. Чулаки в постановке Ю. Н. Григоровича — Курбский (первый исполнитель)[2]
- 1976 — «Икар» С. М. Слонимского в постановке В. В. Васильева, вторая редакция — Клеон (первый исполнитель)[2]
- 1976 — «Ангара» А. Я. Эшпая в постановке Ю. Н. Григоровича — Сергей[2]
- 1977 — «Подпоручик Киже» на музыку С. С. Прокофьева, хореография А. А. Лапаури и О. Г. Тарасовой — Павел I[2]
- 1977 — «Жизель» А. Адана — Ганс[2]
- 1978 — «Эти чарующие звуки» на музыку Дж. Торелли, А. Корелли, Ж. Ф. Рамо и В. А. Моцарта в постановке В. В. Васильева — Прогулки (первый исполнитель)[2]
- 1981 — «Индийская поэма» на музыку У. Мусаева, в постановке Ю. Г. Скотт, Ю. В. Папко — Хоруд (первый исполнитель)[2]
- 1984 — «Гаянэ» А. И. Хачатуряна в постановке М. С. Мартиросяна — Нерсо (первый исполнитель)[2]

## Фильмография
- 1976 — Грозный век (фильм-балет) — Курбский[2]
- 1978 — Жизнь в танце (документальный)
- 1980 — Большой балет (фильм-концерт)
- 1983 — Лебединое озеро (фильм-балет)[2]
- 1987 — Балет от первого лица (документальный)
- 2011 — Звёздный ворс — член банды Язбеца
- 2013 — «Б…Т…Балет любви» (документальный)

## Композиторская деятельность
- Пишет музыку, ещё в советские времена выпустил диск вокальной лирики на стихи С. А. Есенина[10].
- Автор музыки, сценария и режиссёр-постановщик музыкально-поэтического вечера, посвященного 100-летию С. А. Есенина «Я помню, любимая, помню…» (Большой театр, 1995).

## Сочинения
- Акимов Б. Мой учитель // Большой театр : газета. — М., 1996. — № 27 ноября.